# Dito Tsintsadze

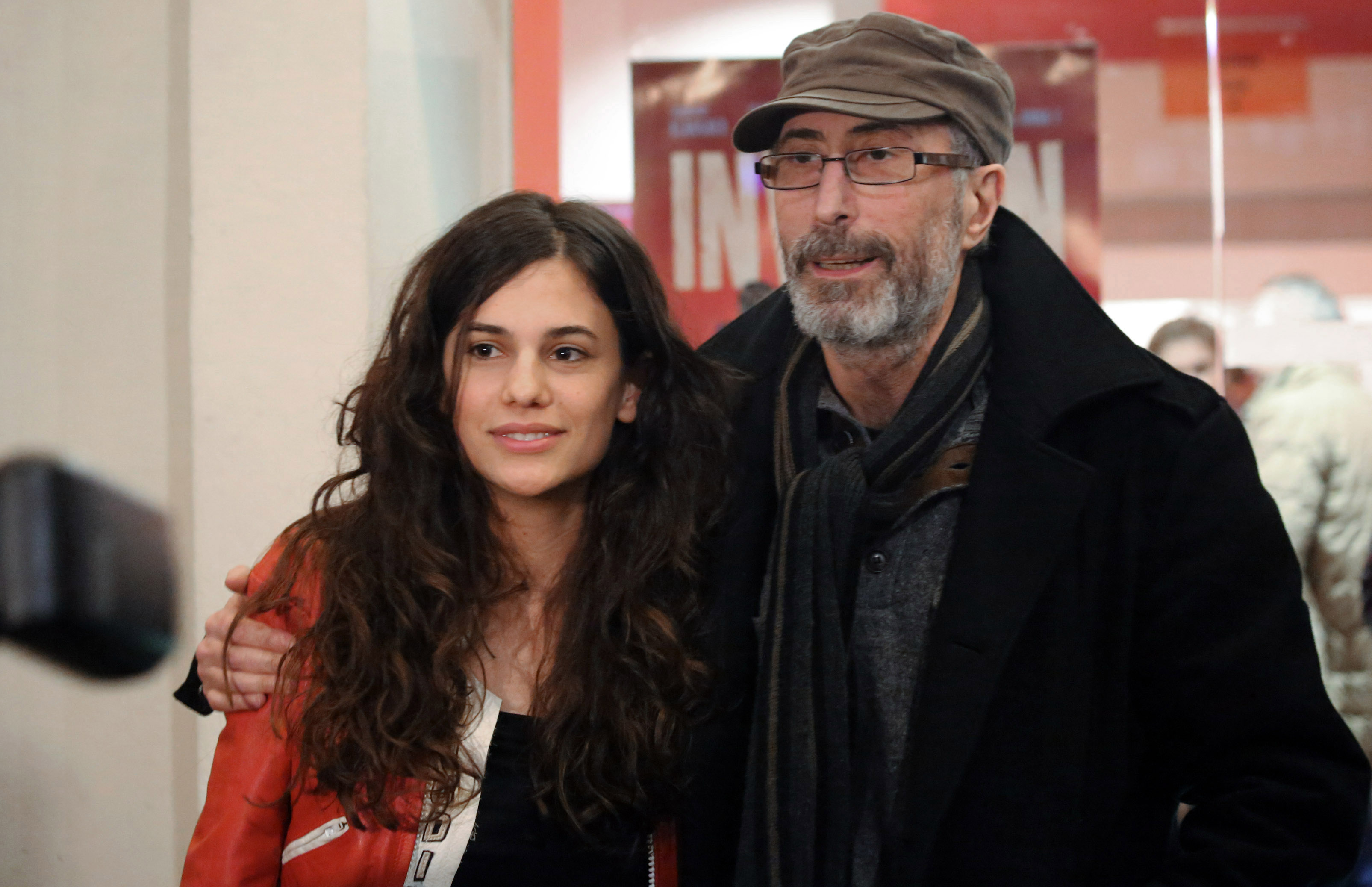
Dito Tsintsadze mit Anna F., Österreichpremiere von Invasion (2013)

Dimitri (Dito) Tsintsadze (georgisch დიტო ცინცაძე / Dito Zinzadse; * 2. März 1957 in Tiflis, Georgische SSR, Sowjetunion) ist ein georgischer Drehbuchautor und Filmregisseur. Er lebt und arbeitet heute in Berlin.

## Leben
Von 1975 bis 1981 studierte er an der Filmhochschule in Tiflis Regie bei Eldar Schengelaia und Otar Iosseliani. Bis 1989 arbeitete er als Regieassistent in den Kartuli-Film-Studios. 1990 drehte er seinen ersten längeren Film Guests, arbeitete dann für die private Filmproduktion Schwidkaza. 1993 erhielt er für den Spielfilm An der Grenze, der den Bürgerkrieg in Georgien paraphrasiert, beim Filmfestival von Locarno den Silbernen Leoparden und beim Filmfestival der Schwarzmeerländer in Tiflis den Goldenen Adler.
Zwischen 1993 und 1996 arbeitete Tsintsadze für eine italienische Filmproduktion. 1996 bekam er ein Nipkow-Filmstipendium für Berlin, lebte anschließend mit seiner Familie in Georgien und Deutschland. Sein Film Lost Killers (2000) verarbeitet diese Erfahrungen in einer Geschichte von fünf Migranten, die ihr Leben im Mannheimer Rotlichtviertel fristen. Er erhielt dafür den Silbernen Alexander beim Thessaloniki Film Festival und den Hauptpreis beim Filmfestival Cottbus. Für den Film Schussangst, der den Realitätsverlust eines verliebten jungen Mannes schildert, der bis zum Mord führt, wurde er 2003 beim Filmfestival von San Sebastián, Spanien mit der Goldenen Muschel und auf dem Tbilisi International Film Festival mit dem Goldenen Prometheus ausgezeichnet.
Seither lebt er gänzlich in Berlin. 2005 verfasste Dito Tsinstadze zusammen mit dem georgischen Autor und Regisseur Sasa Russadse das Drehbuch zum Film Der Mann von der Botschaft, den er wieder in Georgien drehte. In Der Mann von der Botschaft geht es um die Verbindung eines deutschen Botschaftsangehörigen zu einer Einheimischen. Hauptdarsteller Burghart Klaußner wurde als bester männlicher Darsteller mit dem Goldenen Leoparden des Filmfestivals von Locarno ausgezeichnet. Dito Tsintsadze und Sasa Russadse gewannen beim Filmfestival Mar del Plata den Silver Astor Award für das Beste Drehbuch. Der Verband der argentinischen Filmkritiker (ACCA) zeichnete Der Mann von der Botschaft als Besten Film des Festivals aus. 2007 entstand in Georgien der Fernsehfilm Reverse. 2008 wurde sein Spielfilm Mediator als offizieller georgischer Beitrag für die Nominierung um den besten fremdsprachigen Film bei der Oscarverleihung 2009 ausgewählt.
2012 kam sein Film Invasion im Verleih von Neue Visionen Filmverleih in die deutschen Kinos. Im selben Jahr gewann Invasion den Special Grand Prix der Jury des Montreal World Film Festival. 2015 gewann Tsintsadzes Film God of Happiness den Hauptpreis der Biberacher Filmfestspiele, den Goldenen Biber.
Tsintsadze spricht Georgisch, Englisch, Deutsch und Russisch. Er ist mit der Schauspielerin Marika Giorgobiani verheiratet. Sie haben einen gemeinsamen Sohn: Nicolos Tsintsadze.

## Filmografie
- 1984: White Nights (Kurzfilm)
- 1988: The Drawn Circle (Dakhatuli tsre, Fernsehfilm)
- 1990: Stumrebi (Kurzfilm)
- 1991: Sakhli (Fernsehfilm)
- 1993: An der Grenze (Zgvardze)
- 2000: Lost Killers
- 2002: Eine erotische Geschichte (Kurzfilm)
- 2003: Schussangst
- 2006: Der Mann von der Botschaft
- 2006: Reverse (Fernsehfilm)
- 2008: Mediator
- 2012: Invasion
- 2015: God of Happiness
- 2016: Der Freund
- 2017: Family (Fernsehfilm)
- 2019: Inhale-Exhale
- 2019: Safe Corridor (Shindisi)
- 2022: And the Sun Rises (Da mere gatenda)
- 2022: Roxy